# Deleatur
Deleatur je znak koji se koristi u korekturi za označavanje teksta koji treba ukloniti. Tekst koji se briše se prekriži crtom, a na margini se pored njega napiše znak deleatur. Riječ deleatur dolazi iz latinskog, u značenju "neka se uništi" ili "neka se izbaci". Znak potječe iz srednjeg vijeka; njegov oblik vuče porijeklo od gotičkog slova D.